# Aloe roeoeslii
Aloe roeoeslii é uma espécie de liliopsida do gênero Aloe, pertencente à família Asphodelaceae.